# 旧克留沙农村居民点
旧克留沙农村居民点（俄语：Старокриушанское сельское поселение）是俄罗斯联邦沃罗涅日州彼得罗巴甫洛夫卡区所属的一个农村居民点。其下辖有4个居民点，行政中心为旧克留沙。据2016年统计，该农村居民点的人口为2278人。